# Anomala devia
Anomala devia är en skalbaggsart som beskrevs av Brancsik 1910. Anomala devia ingår i släktet Anomala och familjen Rutelidae. Inga underarter finns listade i Catalogue of Life.